# Бёрч, Тора
То́ра Бёрч (англ. Thora Birch, род. 11 марта 1982, Лос-Анджелес) — американская актриса. Одна из ведущих актрис, исполнявших детские роли в 1990-х годах.

## Юность
Тора Бёрч родилась 11 марта 1982 года в Лос-Анджелесе в семье Джека Бёрча и Кэрол Коннорс. Родители Торы имеют еврейские, итальянские и скандинавские корни. Её имя образовано от имени бога Тора из скандинавской мифологии. Первоначально фамилия семьи звучала как Biersch, указывая на предков — немецких евреев. Родители были актёрами в порнографических фильмах (оба снимались в знаменитой «Глубокой глотке»).
По воле родителей (которые до сих пор остаются её менеджерами), с четырёх лет начала сниматься в рекламных роликах.

## Карьера
В 1988 году Бёрч получила роль Молли в продлившемся 2 сезона сериале «День за днём». В том же году последовала первая роль актрисы в большом кино — в комедии «Пурпурный людоед» с Недом Битти и Нилом Патриком Харрисом в главных ролях, за которую она получила премию «Молодой актёр». В 1991 году она сыграла в фильме «Рай», на этот раз драматическом. Партнёрами Бёрч по съёмочной площадке были Дон Джонсон, Мелани Гриффит и Элайджа Вуд, для которого эта роль также была одной из первых в карьере. Тора победила в кастинге среди 4000 других девочек.
В течение 1991—1995 годов Тора исполняла детские роли в таких фильмах как «Фокус-покус», «Неприятности с мартышкой». Она сыграла дочь героя Харрисона Форда в боевиках «Игры патриотов» (1992) и «Прямая и явная угроза» (1994). Одной из её лучших считают роль в фильме «Время от времени» (1995). Вместе с ней снимались Габи Хоффман, Кристина Риччи, Деми Мур и Мелани Гриффит.
Позже последовали эпизодические роли в телесериалах, таких как «За гранью возможного», «Прикосновение ангела» и «Страна обетованная», и главную роль в фильме «Аляска». В 1997 году актриса перестала сниматься, вернувшись в кино лишь через два года небольшой ролью в фильме «Где угодно, только не здесь».
В 1999 году сыграла в фильме английского режиссёра Сэма Мендеса «Красота по-американски», представ в роли Джейн Бёрнэм, дочери главного героя, сыгранного Кевином Спейси. Фильм заработал признание критиков, получил 5 «Оскаров» и собрал в прокате 340 миллионов долларов. Её родители должны были дать разрешение на участие Торы в съёмках в обнажённом виде, поскольку на тот момент ей было 17 лет. Вместе с родителями на съёмках присутствовали представители комиссии по охране детского труда. Игра Бёрч не осталась незамеченной, и актриса получила номинацию на премию Британской Академии кино и телевидения за лучшую роль второго плана.
После второстепенных ролей в фильмах «Плохие девчонки» (где игра Бёрч была особенно отмечена The Hollywood Reporter) и «Подземелье драконов», Тора получила главную роль в британском фильме «Яма». Изданный через 2 года в США фильм получил смешанные отзывы.
Тора сыграла главную роль в фильме «Призрачный мир», где её партнёрами были Скарлетт Йоханссон и Стив Бушеми. Игра Бёрч получила признание критиков и получила номинацию на «Золотой глобус» за лучшую женскую роль.
В октябре 2006 года состоялась премьера фильма ужасов «Тёмные углы» режиссёра Рэя Гоуэра.

## Личная жизнь
21 декабря 2018 года Бёрч вышла замуж.

## Избранная фильмография
| Год       |    | Русское название                 | Оригинальное название                     | Роль                           |
| --------- | -- | -------------------------------- | ----------------------------------------- | ------------------------------ |
| 1988      | ф  | Пурпурный людоед                 | Purple People Eater                       | Молли Джонсон                  |
| 1988—1989 | с  | День за днём                     | Day by Day                                | Молли                          |
| 1990—1991 | с  | Родители                         | Parenthood                                | Тейлор Бакмен                  |
| 1991      | ф  | Рай                              | Paradise                                  | Билли Пайк                     |
| 1991      | ф  | Всё, что я хочу на Рождество     | All I Want for Christmas                  | Хэлли О’Фэллон                 |
| 1992      | ф  | Игры патриотов                   | Patriot Games                             | Салли Райан                    |
| 1992      | мф | Паучок Итси-Битси                | Itsy Bitsy Spider                         | маленькая девочка              |
| 1993      | ф  | Фокус-покус                      | Hocus Pocus                               | Дэни                           |
| 1994      | ф  | Прямая и явная угроза            | Clear and Present Danger                  | Салли Райан                    |
| 1994      | ф  | Неприятности с обезьянкой        | Monkey Trouble                            | Ева                            |
| 1995      | ф  | Время от времени                 | Now and Then                              | Тини                           |
| 1995      | с  | За гранью возможного             | The Outer Limits                          | Эгги Трэверс                   |
| 1996      | ф  | Аляска                           | Alaska                                    | Джесси Бернс                   |
| 1997      | с  | Прикосновение ангела             | Touched by an Angel                       | Эрин                           |
| 1999      | ф  | Красота по-американски           | American Beauty                           | Джейн Бернхэм                  |
| 2000      | ф  | Плохие девчонки                  | The Smokers                               | Линкольн Рот                   |
| 2000      | ф  | Подземелье драконов              | Dungeons & Dragons                        | императрица Савина             |
| 2001      | ф  | Призрачный мир                   | Ghost World                               | Энид                           |
| 2001      | ф  | Яма                              | The Hole                                  | Лиз Данн                       |
| 2003      | тф | Гарвардский бомж                 | Homeless to Harvard: The Liz Murray Story | Лиз Мюррей                     |
| 2004      | ф  | Серебряный город                 | Silver City                               | Карен Кросс                    |
| 2005      | ф  | Рогатка                          | Slingshot                                 | Эйприл                         |
| 2006      | ф  | Тёмные углы                      | Dark Corners                              | Карен Кларк / Сьюзан Хэмильтон |
| 2008      | ф  | Поезд                            | Train                                     | Алекс                          |
| 2009      | ф  | Дедлайн                          | Deadline                                  | Люси                           |
| 2009      | ф  | Зима замёрзших надежд            | Winter of Frozen Dreams                   | Барбара Хоффман                |
| 2010      | тф | Договор на беременность          | Pregnancy Pact                            | Сидни Блум                     |
| 2012      | ф  | Петуния                          | Petunia                                   | Вивиан Петуния                 |
| 2016      | с  | Колония                          | Colony                                    | Морган                         |
| 2018      | ф  | Этрусская улыбка                 | The Etruscan Smile                        | Эмили                          |
| 2018      | ф  | Соревнование                     | The Competition                           | Лорен Молдин                   |
| 2018      | ф  | Государственное дело             | Affairs of State                          | Келли                          |
| 2019      | ф  | Последний чёрный в Сан-Франциско | The Last Black Man in San Francisco       | Бекка                          |
| 2019      | ф  | Родственные духи                 | Kindred Spirits                           | Хлоя                           |
| 2019      | ф  | Роковая связь                    | Above Suspicion                           | Джолин                         |
| 2019—2020 | с  | Ходячие мертвецы                 | The Walking Dead                          | Мэри «Гамма»                   |
| 2021      | ф  | 13 минут                         | 13 Minutes                                | Джесс                          |